# So viel von mir
So viel von mir  (englischer Festivaltitel That’s All From Me) ist ein deutscher Kurzfilm unter der Regie von Eva Könnemann aus dem Jahr 2024. 
Der Kurzfilm wurde im Februar 2024 auf der Berlinale, in der Sektion Berlinale Shorts, einem internationalen Publickum präsentiert und wurde mit mehreren Filmpreisen ausgezeichnet.

## Handlung
Im fiktiven Film tauschen sich eine Filmemacherin und eine Schriftstellerin über Mutterschaft und künstlerische Arbeit aus. Die Filmemacherin sucht Rat, weil sie seit der Geburt ihrer Tochter kreativ nicht vorankommt. Was als Briefwechsel über die Schwierigkeit des Filmemachens beginnt, mündet im wechselseitigen Austausch von Videos. Die Filmemacherin nimmt Filmsequenzen aus ihrem Alltag mit ihrem Kind auf. Die Schriftstellerin antwortet mit einer Idee. Der Film, der aus dem Austausch von Frauen aus unterschiedlichen Generationen entstanden ist, bekommt ein weiteres, völlig neues Thema: das filmische Porträt eines Vogelbeobachters.

## Rezeption
Michael Kaltenecker analysiert, der Film suche keine Lösungen, sondern zeige, dass ein Umgang mit einer neuen Situation gefunden werden muss. Die Inszenierung biete Platz zum Nachdenken und für eigene Assoziationen. Der Film sei dazu auch humorvoll.
Marie Ketzscher sieht im Thema „Filmemacherin in der Mutterrolle“ nicht die Auseinandersetzung mit der Doppelbelastung, sondern eine Vereinnahmung im positiven Sinne durch die sich ergebende, neue Rolle und die neuen Sichtweisen. In der zweiten Hälfte des Filmes ist Eva Könnemann immer wieder im Bild, während sie den Vogelbeobachter porträtiert. Das sei sowohl komisch als auch ergreifend ehrlich und direkt: „Quasi ein autofiktionales Vogel-Briefessay über das gute alte Ins-Machen-Kommen. Und vielleicht ein geglückter Aus – oder Aufbruch.“
Die Jury des Kurzfilm Festivals Hamburg urteilte beim Jurypreis im Deutschen Wettbewerb: „Spätestens der Abspann offenbart: alles kein Zufall, sondern eine messerscharfe und herrlich-filmische Konstruktion, der man gerne auf den Leim geht, denn die echte Filmemacherin Eva Könnemann scheint ihre künstlerische Sackgasse kunstvoll-intelligent überwunden zu haben. Damit wird der Film mit dem Titel THAT’S ALL FROM ME zu so viel mehr.“

## Auszeichnungen und Nominierungen
- 2024: Internationale Filmfestspiele Berlin, Sonderauszeichnung der International Short Film Jury[6]
- 2024: Internationale Kurzfilmtage Oberhausen, Gewinner des Förderpreises, Deutscher Wettbewerb (Promotional Prize of the German Competition)[6]
- 2024: Kurzfilm Festival Hamburg, Jurypreis, Deutscher Wettbewerb[7]
- 2024: Uppsala International Short Film Festival, Offizielle Auswahl[6]